# Marmaroxylon racemosum
Marmaroxylon racemosum là một loài thực vật có hoa trong họ Đậu. Loài này được (Ducke) Record mô tả khoa học đầu tiên.